# Rhipsalis pulchra
Rhipsalis pulchra är en kaktusväxtart som beskrevs av Johan Albert o Constantin Loefgren. Rhipsalis pulchra ingår i släktet Rhipsalis och familjen kaktusväxter. Inga underarter finns listade i Catalogue of Life.